# ハイランドリール
ハイランドリール（Highland Reel, 2012年2月21日 - ） は、アイルランドで生産された競走馬である。主な勝ち鞍は2015年セクレタリアトステークス、香港ヴァーズ、2016年キングジョージ6世&クイーンエリザベスステークス、ブリーダーズカップ・ターフ、2017年コロネーションカップ、プリンスオブウェールズステークス、香港ヴァーズである。また、多数の名馬を育て上げてきたエイダン・オブライエン厩舎の中で1番多く賞金を稼いだ馬でもある。

## 経歴

### 2歳時（2014年）
6月12日レパーズタウン競馬場の未勝利戦でデビューし2着。2戦目となった7月1日の未勝利戦で勝ち上がると、7月30日のヴィンテージステークスも制して2連勝となる。

### 3歳時（2015年）
初戦のフランス2000ギニーは6着、続くフランスダービーは2着、アイリッシュダービーは5着と惜敗が続いた。7月のゴードンステークスで久々の勝利を挙げると、米国に遠征し8月のセクレタリアトステークスに出走、積極的に逃げの手に出てレースを引っ張り、最後の直線も後続を引き離し圧勝、G1初制覇を飾る。その後、アイリッシュチャンピオンステークス5着の後、オーストラリアに遠征し、コックスプレートに出走し3着となる。暮れの香港ヴァーズでは先手を取ると向こう正面でいったん4番手に下がるも直線で盛り返し最後はフリントシャーとの争いを制して快勝、2度目のG1勝ちを果たした。

### 4歳時（2016年）
始動戦のドバイシーマクラシックは4着、続くクイーンエリザベス2世カップは8着と振るわなかったが、6月のハードウィックステークスで2着となり復調の気配を見せていた。7月のキングジョージ6世&クイーンエリザベスステークスは積極的に先手を取ると直線に入っても脚色は衰えず、ウイングスオブデザイアに1馬身1/4差を付け快勝した。続くインターナショナルステークスはポストポンドの2着、アイリッシュチャンピオンステークスはアルマンゾルの7着に敗れた。10月2日の凱旋門賞は前2走の敗戦から9番人気と評価を下げていたが、レースでは5番手追走から直線で鋭く脚を伸ばすも先に抜け出したファウンドに及ばず2着となる。11月のブリーダーズカップ・ターフは大外12番枠から大逃げを打つとそのまま逃げ切り、凱旋門賞の雪辱を果たし、G1・4勝目を飾る。連覇がかかった12月の香港ヴァーズは好スタートからハナを奪い逃げ、直線で後続を引き離しにかかるもゴール寸前でサトノクラウンにかわされ2着に敗れる。

### 5歳時（2017年）
始動戦となった3月のドバイシーマクラシックでは7着と殿負けを喫したものの、6月2日のコロネーションカップではアイダホとの兄弟対決が注目されていたが、ハイランドリールは1番人気に応えて快勝し、アイダホは6着に終わる。続くプリンスオブウェールズステークスは好スタートから道中2番手に位置すると、直線で鮮やかに抜け出してG1・6勝目を挙げた。そして連覇をかけて挑んだ7月のキングジョージ6世&クイーンエリザベスステークスはエネイブルの4着に敗退した。休養を挟み、10月のチャンピオンステークスは馬場の良い外埒沿いを進み、最終コーナーで馬場の内側を合流する戦法を取ったが3着。米国に遠征し、連覇がかかったブリーダーズカップ・ターフは2番手追走から直線でいったんは先頭に立つもタリスマニックの3着に敗れ、連覇を逃した。12月10日の香港ヴァーズは道中2番手を進み、直線の入口でタリスマニックにかわされたが再び並んで差して勝利、2015年以来2度目の制覇とともに、G1競走7勝目で引退の花道を飾った。

## 引退後
2018年よりアイルランドのクールモアスタッドで種牡馬入りした。また、オーストラリアのスウェッテナムスタッドでもシャトル種牡馬として供用されている。
2023年から北海道日高町のエスティファームで種牡馬生活を送ることになった。

## 競走成績
| 年月日         | 国   | 競馬場             | レース名                                        | 格     | 頭数 | 着順 | 騎手           | 距離          | 勝ち馬(2着馬)            |
| -------------- | ---- | ------------------ | ----------------------------------------------- | ------ | ---- | ---- | -------------- | ------------- | ------------------------ |
| 2014年06月12日 | 愛国 | レパーズタウン     | メイドン                                        | 未勝利 | 7    | 2着  | S.ヘファナン   | 芝1400m(良)   | Tombelaine               |
| 2014年07月1日  | 愛国 | ゴーランパーク     | メイドン                                        | 未勝利 | 9    | 1着  | J.オブライエン | 芝1600m(良)   | (Taqaseem)               |
| 2014年07月30日 | 英国 | グッドウッド       | ヴィンテージステークス                          | G2     | 8    | 1着  | J.オブライエン | 芝1400m(良)   | (Tupi)                   |
| 2015年05月10日 | 仏国 | ロンシャン         | プールデッセデプーラン\|(仏2000ギニー)          | G1     | 18   | 6着  | R.ムーア       | 芝1600m(稍重) | Make Believe             |
| 2015年05月31日 | 仏国 | シャンティイ       | ジョッキークラブ賞\|(仏ダービー)                | G1     | 14   | 2着  | J.オブライエン | 芝2100m(稍重) | ニューベイ               |
| 2015年06月27日 | 愛国 | カラ               | 愛ダービー                                      | G1     | 8    | 5着  | R.ムーア       | 芝2400m(稍重) | ジャックホブス           |
| 2015年07月29日 | 英国 | グッドウッド       | ゴードンステークス                              | G3     | 9    | 1着  | J.オブライエン | 芝2400m(良)   | (Scottish)               |
| 2015年08月15日 | 米国 | アーリントンパーク | セクレタリアトステークス                        | G1     | 7    | 1着  | S.ヘファナン   | 芝2000m(良)   | (Closing Bell)           |
| 2015年09月12日 | 愛国 | レパーズタウン     | 愛チャンピオンステークス                        | G1     | 7    | 5着  | J.オブライエン | 芝2000m(稍重) | ゴールデンホーン         |
| 2015年10月24日 | 豪州 | ムーニーバレー     | コックスプレート                                | G1     | 14   | 3着  | R.ムーア       | 芝2040m(良)   | ウィンクス               |
| 2015年12月13日 | 香港 | シャティン         | 香港ヴァーズ                                    | G1     | 13   | 1着  | R.ムーア       | 芝2400m(良)   | (フリントシャー)         |
| 2016年03月26日 | 首国 | メイダン           | ドバイシーマクラシック                          | G1     | 9    | 4着  | R.ムーア       | 芝2400m(良)   | ポストポンド             |
| 2016年04月24日 | 香港 | シャティン         | クイーンエリザベスII世カップ                    | G1     | 13   | 8着  | R.ムーア       | 芝2000m(稍重) | ワーザー                 |
| 2016年06月18日 | 英国 | アスコット         | ハードウィックステークス                        | G2     | 9    | 2着  | S.ヘファナン   | 芝2400m(稍重) | Dartmouth                |
| 2016年07月23日 | 英国 | アスコット         | キングジョージVI世&クイーンエリザベスステークス | G1     | 7    | 1着  | R.ムーア       | 芝2400m(良)   | (ウィングスオブデザイア) |
| 2016年08月17日 | 英国 | ヨーク             | インターナショナルステークス                    | G1     | 12   | 2着  | S.ヘファナン   | 芝2080m(良)   | ポストポンド             |
| 2016年09月10日 | 愛国 | レパーズタウン     | 愛チャンピオンステークス                        | G1     | 12   | 7着  | C.オドノヒュー | 芝2000m(良)   | アルマンゾル             |
| 2016年10月02日 | 仏国 | シャンティイ       | 凱旋門賞                                        | G1     | 16   | 2着  | S.ヘファナン   | 芝2400m(良)   | ファウンド               |
| 2016年11月05日 | 米国 | サンタアニタパーク | BCターフ                                        | G1     | 12   | 1着  | S.ヘファナン   | 芝2400m(良)   | (フリントシャー)         |
| 2016年12月11日 | 香港 | シャティン         | 香港ヴァーズ                                    | G1     | 14   | 2着  | R.ムーア       | 芝2400m(良)   | サトノクラウン           |
| 2017年03月25日 | 首国 | メイダン           | ドバイシーマクラシック                          | G1     | 7    | 7着  | R.ムーア       | 芝2400m(稍重) | ジャックホブス           |
| 2017年06月02日 | 英国 | エプソム           | コロネーションカップ                            | G1     | 10   | 1着  | R.ムーア       | 芝2410m(良)   | (Frontiersman)           |
| 2017年06月21日 | 英国 | アスコット         | プリンスオブウェールズステークス                | G1     | 8    | 1着  | R.ムーア       | 芝1990m(良)   | (デコレーテッドナイト)   |
| 2017年07月29日 | 英国 | アスコット         | キングジョージⅥ世＆クイーンエリザベスステークス | G1     | 10   | 4着  | R.ムーア       | 芝2400m(重)   | エネイブル               |
| 2017年10月21日 | 英国 | アスコット         | チャンピオンステークス                          | G1     | 10   | 3着  | R.ムーア       | 芝1990m(重)   | クラックスマン           |
| 2017年11月04日 | 米国 | デルマー           | BCターフ                                        | G1     | 13   | 3着  | R.ムーア       | 芝2400m(良)   | タリスマニック           |
| 2017年12月10日 | 香港 | シャティン         | 香港ヴァーズ                                    | G1     | 12   | 1着  | R.ムーア       | 芝2400m(良)   | (タリスマニック)         |

愛国：アイルランド　英国：イギリス　米国：アメリカ合衆国　首国：アラブ首長国連邦　仏国：フランス　豪州：オーストラリア

## 血統表
| ハイランドリールの血統 | ハイランドリールの血統         | ハイランドリールの血統 | （血統表の出典）     | （血統表の出典） |
| 父系                   | サドラーズウェルズ系           | サドラーズウェルズ系   | サドラーズウェルズ系 |                  |
| 父 Galileo 1998 鹿毛   | 父の父Sadler's Wells 1981 鹿毛 | Northern Dancer 1961   | Nearctic             | Nearctic         |
| 父 Galileo 1998 鹿毛   | 父の父Sadler's Wells 1981 鹿毛 | Northern Dancer 1961   | Natalma              |                  |
| 父 Galileo 1998 鹿毛   | 父の父Sadler's Wells 1981 鹿毛 | Fairy Bridge 1975      | Bold Reason          | Bold Reason      |
| 父 Galileo 1998 鹿毛   | 父の父Sadler's Wells 1981 鹿毛 | Fairy Bridge 1975      | Special              |                  |
| 父 Galileo 1998 鹿毛   | 父の母Urban Sea 1989 栗毛      | Miswaki 1978           | Mr Prospector        | Mr Prospector    |
| 父 Galileo 1998 鹿毛   | 父の母Urban Sea 1989 栗毛      | Miswaki 1978           | Hopespringseternal   |                  |
| 父 Galileo 1998 鹿毛   | 父の母Urban Sea 1989 栗毛      | Allegretta 1978        | Lombard              | Lombard          |
| 父 Galileo 1998 鹿毛   | 父の母Urban Sea 1989 栗毛      | Allegretta 1978        | Anatevka             |                  |
| 母 Hveger 2001         | 母の父Danehill 1986            | Danzig                 | Northern Dancer      | Northern Dancer  |
| 母 Hveger 2001         | 母の父Danehill 1986            | Danzig                 | Pas de Nom           |                  |
| 母 Hveger 2001         | 母の父Danehill 1986            | Razyana                | His Majesty          | His Majesty      |
| 母 Hveger 2001         | 母の父Danehill 1986            | Razyana                | Spring Adieu         |                  |
| 母 Hveger 2001         | 母の母Circles of Gold 1991     | Marscay                | Biscay               | Biscay           |
| 母 Hveger 2001         | 母の母Circles of Gold 1991     | Marscay                | Heart of Market      |                  |
| 母 Hveger 2001         | 母の母Circles of Gold 1991     | Olympic Aim            | Zamazaan             | Zamazaan         |
| 母 Hveger 2001         | 母の母Circles of Gold 1991     | Olympic Aim            | Gold Vink            |                  |